# 大维厄
大维厄（德語：Großenwiehe）是德国石勒苏益格－荷尔斯泰因州的一个市镇。总面积30.20平方公里，总人口2828人，其中男性1439人，女性1389人（2011年12月31日），人口密度94人/平方公里。